# Brahmina foveata
Brahmina foveata är en skalbaggsart som beskrevs av Moser 1909. Brahmina foveata ingår i släktet Brahmina och familjen Melolonthidae. Inga underarter finns listade.